# 瓦连京·科兹米奇·伊万诺夫
瓦连京·科兹米奇·伊万诺夫（俄语：Валентин Козьмич Иванов，1934年11月19日—2011年11月8日）是一位蘇聯足球运动员，生前司职中场。 他曾經被評為1962年國際足協世界盃以及1960年歐洲國家盃的最佳射手。 
伊万诺夫一共为蘇聯國家足球隊出场59次，打进26球。 他是苏联国家足球队歷史上進球數量第三多的射手，進球數量仅次于奥列格·布洛欣和奧利·普羅塔索夫。
2011年11月8日，伊万诺夫因阿茲海默症去世。 他的儿子瓦连京·瓦连京诺维奇·伊万诺夫曾担任过足球裁判。